# Královecký barevnohlávek
Královecký barevnohlávek, též pobaltský barevnohlávek, kaliningradský rejdič nebo královecký rejdič, je okrasné plemeno holuba domácího pocházející z Kaliningradu v Pobaltí. Protože vzniklo v době, kdy toho město náleželo Prusku, je zemí původu tohoto holuba oficiálně Německo. V seznamu plemen EE a v českém vzorníku plemen náleží mezi rejdiče a to pod číslem 0905.
Je to staré plemeno rejdiče, v současnosti výlučně okrasné, pro sportovní let předpoklady nemá. Je to menší holub, ideální délka těla od začátku hrudi po konec ocasu je 25-27 cm. Hlava je klenutá a zakončená velice krátkým, dolů klopeným a široce nasazeným zobákem, což jej řadí mezi krátkozobé rejdiče. Oči jsou perlové, obtažené úzkou narůžovělou obočnicí. Krk je středně dlouhý, s dobře vykrojeným hrdlem, hrudník je široký a zaoblený, křídla pevně přiléhají k tělu a jejich letky spočívají na ocase. Hřbetní linie se lehce svažuje a je prodloužená úzkým ocasem.
Co se pernatých ozdob týče, královecký rejdič může být chocholatý a rousný, chocholatý a bezrousý nebo hladkohlavý a bezrousý. Je-li přítomna chocholka, je široká, lasturovitá a zakončená dobře vyvinutými postranními růžicemi. Případné rousy jsou středně dlouhé, husté a doplněné supími pery vyrůstajícími z lýtek ptáka.
Vyskytuje se pouze v kresbě barevnohlávka. Základní barva opeření je bílá. Barevná je celá hlava s obojkem, přičemž barevné rozhraní mezi bílým a barevným peřím prochází v záhlaví vrcholem chocholky, takže vnitřní strana chocholky je vždy barevná. Barevný je též ocas včetně podocasního klínu. Uznanými barevnými rázy je plnobarevná černá, modrá, červená, žlutá a stříbřitá.
Kvůli velmi krátkému zobáku se při odchovu využívá tzv. chůvek, holoubata jsou podsazena a vychována nějakým jiným, středozobým plemenem rejdiče.
Velmi podobným plemenem je poznaňský barevnohlávek, který je vždy chocholatý a bezrousý.